# Lord-lieutenant de Carlow
Le lord-lieutenant de Carlow est le représentant du monarque britannique dans le comté de Carlow. L'office a été créé le 23 août 1831. Il prend fin avec l'indépendance de l'Irlande en 1922.

## Liste des lord-lieutenants
- John Ponsonby, 4e comte de Bessborough : 17 octobre 1831-1838
- John Ponsonby, 5e comte de Bessborough : novembre 1838-28 janvier 1880
- Arthur MacMorrough Kavanagh : 25 mars 1880-25 décembre 1889
- Thomas McClintock-Bunbury, 2e baron Rathdonnell : 26 février 1890-1922